# علي غزال
علي أحمد علي محمد غزال (مواليد 1 فبراير 1992) هو لاعب كرة قدم مصري معتزل، بدأ مشواره في عالم كرة القدم مع نادي السكة الحديد ، و لعب لنادي سموحة في مركز خط الوسط الدفاعي.

## مسيرته الكروية

### مع الأندية
بدأ مشواره في عالم كرة القدم مع نادي السكة الحديد ، بعدما نجح في خوض اختبارات النادي، قبل أن ينتقل إلى نادي وادي دجلة في عام 2007 ، بعد المستويات المميزة التي ظهر عليها خلال المباريات. وانتقل لنادي وادي دجلة الذي كان شاهدًا على الانطلاقة الحقيقية لـه في عام 2007 مقابل 35 ألف جنيه.

ثم انتقل في في شتاء 2013 إلى ناسيونال، وذلك بـ 40 ألف يورو واستطاع أن يحجز مكانًا له كأساسي في تشكيلة الفريق منذ وصوله للنادي. ويعد ثالث لاعب مصري ينضم لقائمة نادي المائة مع الأندية البرتغالية، بعد أحمد حسن كوكا مع ناديي ريو أفي وسبورتينج براجا ، ومجدي عبد الغني نجم الكرة المصرية المعتزل.

ويعد أول لاعب مصري يرتدي شارة القيادة في الملاعب البرتغالية، وذلك في مباراة الديربي بين فريقي ناسيونال ماديرا وماريتيمو في 27 نوفمبر 2015 ، وهذه أول مرة يرتدي شارة القيادة.

وفي 24 يناير 2017 انتقل رسميًّا إلى صفوف فريق جويزهو زيتشينج الصيني الصاعد حديثًا لدوري السوبر الصيني، لمدة موسمين.

### مع المنتخب
شارك مع منتخب الشباب في عدة مباريات، ولكنه لم يلعب معه في بطولات رسمية، وكان ضمن قائمة منتخب شباب 1991 الذي أشرف عليه ضياء السيد ، ولكنه لم يشارك في مونديال 2011 الذي ودعته مصر من دور الـ16 على يد الأرجنتين.

## إحصائيات مشاركاته

### مع الأندية
| الفريق          | الموسم    | الدوري  | الدوري | الكأس   | الكأس | البطولات القارية | البطولات القارية | الإجمالي | الإجمالي |
| الفريق          | الموسم    | مشاركات | أهداف  | مشاركات | أهداف | مشاركات          | أهداف            | مشاركات  | أهداف    |
| --------------- | --------- | ------- | ------ | ------- | ----- | ---------------- | ---------------- | -------- | -------- |
| ناسيونال ماديرا | 2012–2013 | 11      | 0      | 0       | 0     | —                | —                | 11       | 0        |
| ناسيونال ماديرا | 2013–2014 | 26      | 0      | 3       | 0     | —                | —                | 29       | 0        |
| ناسيونال ماديرا | 2014–2015 | 29      | 1      | 6       | 0     | 2                | 1                | 37       | 2        |
| ناسيونال ماديرا | 2015–2016 | 27      | 0      | 6       | 0     | —                | —                | 33       | 0        |
| ناسيونال ماديرا | 2016–2017 | 14      | 0      | 3       | 0     | —                | —                | 17       | 0        |
| ناسيونال ماديرا | الإجمالي  | 107     | 1      | 18      | 0     | 2                | 1                | 127      | 2        |
| جويزهو زيتشينج  | 2017      | 0       | 0      | 0       | 0     | —                | —                | 0        | 0        |
| جويزهو زيتشينج  | الإجمالي  | 0       | 0      | 0       | 0     | —                | —                | 0        | 0        |

## روابط خارجية
- علي غزال على موقع الاتحاد الأوربي (الإنجليزية)
- علي غزال على موقع الدوري الأمريكي (الإنجليزية)
- علي غزال على موقع قاعدة بيانات كرة القدم.إي يو (الإنجليزية)
- علي غزال على موقع ناشيونال فوتبول تيمز (الإنجليزية)
- علي غزال على موقع Soccerbase.com (لاعب) (الإنجليزية)
- علي غزال على موقع Soccerway.com (الإنجليزية)
- علي غزال على موقع عالم كرة القدم.نت (الإنجليزية)
- علي غزال على موقع AS.com (الإسبانية)